# 2008
Il 2008 (MMVIII in numeri romani) è un anno bisestile del XXI secolo.

## Eventi
- Anno internazionale del pianeta Terra (International Year of Planet Earth), proclamato dall'Assemblea generale delle Nazioni Unite per la promozione della ricerca scientifica nell'ambito delle scienze della terra: le iniziative per l'anno internazionale coprono il triennio 2007-2009.
- Anno europeo del dialogo interculturale L'Anno europeo del dialogo interculturale (2008) è stato istituito dalla decisione N. 1983/2006/EC del Parlamento europeo e del Consiglio (18 dicembre 2006).
- Anno internazionale della patata come dichiarato dall'ONU e dalla FAO.
- 14 giugno – 14 settembre: a Saragozza si svolge l'Expo 2008.
- Tra marzo e aprile, l'aumento del prezzo di grano e riso provoca tensioni e rivolte in diversi paesi del mondo (tra cui Egitto, Thailandia, Camerun, Costa d'Avorio)[1].

### Gennaio
- 1º gennaio
  - Cipro, Malta e Akrotiri e Dhekelia adottano l'euro.
  - La Slovenia assume la presidenza di turno dell'Unione europea, primo tra i dieci nuovi Stati membri del 2004.
  - Liverpool viene eletta la nuova Capitale europea della cultura.
  - Ad Amsterdam viene riaperto lo Stedelijk Museum.
  - In Germania, Francia e Portogallo entra in vigore il divieto di fumare nei luoghi pubblici.
  - Entra in vigore il protocollo di Kyōto.
  - Almeno 50 i morti nella chiesa data alle fiamme in Kenya, dove proseguono gli scontri tribali seguiti alle elezioni presidenziali tenutesi il 27 dicembre 2007.
- 3 gennaio: il prezzo del petrolio supera per la prima volta la quota di 100 dollari al barile.
- 4 gennaio: alle primarie dell'Iowa, le prime della campagna presidenziale Usa, prevalgono Barack Obama per i democratici e Mike Huckabee per i repubblicani.
- 5 gennaio: elezioni presidenziali in Georgia: viene riconfermato il presidente uscente Mikheil Saak'ashvili.
- 8 gennaio: per l'aggravarsi della crisi dei rifiuti in Campania e dei disordini scoppiati come conseguenza, il governo nomina Gianni De Gennaro come commissario liquidatore e decide l'invio dell'Esercito nella regione.
- 9 gennaio: il presidente statunitense George W. Bush inizia un viaggio in Medio Oriente, dove fa tappa (per la prima volta nel suo mandato) in Israele.
- 11 gennaio: elezioni legislative a Taiwan. Il Kuomintang, partito nazionalista (fino a quel momento all'opposizione) favorevole ad un dialogo con la Repubblica Popolare Cinese, riceve il 72% di voti favorevoli.
- 14 gennaio: un'incursione militare israeliana nella striscia di Gaza lascia 20 morti sul terreno.
- 20 gennaio: primo turno delle elezioni presidenziali in Serbia: accedono al ballottaggio l'ultranazionalista Tomislav Nikolić (SRS) ed il presidente uscente Boris Tadić (DS).
- 22 gennaio: nella striscia di Gaza militanti di Hamas fanno saltare con l'esplosivo le barriere della frontiera con l'Egitto. Circa 350.000 palestinesi, sotto embargo israeliano a causa dei ripetuti lanci di razzi Qassam sulla città di Sderot, sconfina a caccia di rifornimenti.
- 23 gennaio: a Goma (Repubblica Democratica del Congo), dopo lunghi negoziati, viene firmato un trattato di pace tra le truppe filogovernative ed i ribelli guidati dal generale Laurent Nkunda, che pone fine agli scontri nella regione del Kivu[2]; gli scontri si protraevano dalla seconda guerra del Congo.
- 24 gennaio: colossale truffa finanziaria ai danni della Société générale scoperta in Francia. Un tecnico informatico, Jérôme Kerviel, 31 anni, dipendente della Societé, avrebbe provocato perdite per quasi 5 miliardi di euro.
- 26 gennaio: il presidente della Regione Siciliana, Salvatore Cuffaro, si dimette tra le polemiche dopo la condanna in primo grado a 5 anni per favoreggiamento personale nei confronti di imputati in processi per mafia.

### Febbraio
- 1º febbraio: Microsoft lancia un'offerta di 44,6 miliardi di dollari per l'acquisizione di Yahoo!.
- 2 febbraio
  - Ciad: truppe di ribelli entrano nella capitale N'Djamena, lasciandola dopo due giorni. Il presidente Idriss Déby rimane asserragliato nel Palazzo Presidenziale. Molti civili si rifugiano nel vicino Camerun.
  - In Kenya, con la mediazione di Kofi Annan, viene raggiunto un accordo tra il partito del presidente e l'opposizione. Nonostante questo, gli scontri iniziati il 27 dicembre 2007 continuano (il numero delle vittime degli scontri a questa data, secondo la Croce Rossa keniota, è di almeno 1 000 morti e 300 000 sfollati).
- 3 febbraio: ballottaggio delle presidenziali in Serbia: Boris Tadić viene rieletto presidente.
- 5 febbraio: dopo il supermartedì, nel quale si sono svolte le primarie in 22 Stati statunitensi, i due candidati democratici Hillary Clinton (vincitrice in California) e Barack Obama risultano ancora in corsa per la candidatura alla presidenza.
- 6 febbraio: il Presidente della Repubblica Giorgio Napolitano decreta lo scioglimento delle camere e la fine della XV legislatura, dopo il fallimento dell'incarico esplorativo affidato al Presidente del Senato Franco Marini. Le elezioni generali vengono fissate per il 13 e il 14 aprile.
- 7 febbraio: un'incursione aerea israeliana sulla striscia di Gaza lascia 7 morti sul terreno; colpita anche una scuola.
- 11 febbraio: sanguinoso tentativo di colpo di Stato a Timor Est: ferito gravemente il presidente Premio Nobel per la Pace José Ramos-Horta, illeso il primo ministro Xanana Gusmão.
- 12 febbraio: ucciso a Damasco da un'autobomba uno dei capi militari di Hezbollah, il terrorista libanese Imad Mugniyah.
- 13 febbraio
  - Il primo ministro australiano Kevin Michael Rudd, in una riunione al Parlamento, chiede scusa agli aborigeni australiani per la cosiddetta "Generazione rubata".
  - Il Primo Ministro della Malaysia Abdullah Ahmad Badawi scioglie il Parlamento del paese.
- 15 febbraio: Václav Klaus viene rieletto come Presidente della Repubblica Ceca dal proprio Parlamento.
- 17 febbraio
  - Il governo provvisorio del Kosovo proclama unilateralmente la propria indipendenza dalla Serbia, dando vita alla Repubblica del Kosovo. Il neonato Stato viene riconosciuto nei giorni seguenti da Stati Uniti e diversi Stati dell'Unione europea (tra cui l'Italia, il 21 febbraio), mentre Russia e Cina appoggiano le rivendicazioni della Serbia.
  - Elezioni presidenziali a Cipro: Ioannis Kasoulidis (DISY, centro-destra) e Dimitris Christofias (AKEL, comunista) accedono al ballottaggio. Ne rimane escluso il presidente uscente Tassos Papadopoulos. Al ballottaggio, che si tiene la settimana seguente, vince Dimitris Christofias.
- 18 febbraio: elezioni politiche in Pakistan, rimandate a questa data dopo l'omicidio di Benazir Bhutto. Sconfitta del partito del presidente Pervez Musharraf, battuto dal Partito Popolare Pakistano (partito dell'ex premier uccisa a dicembre) e dalla Lega Musulmana del Pakistan (N) di Nawaz Sharif.
- 19 febbraio
  - Fidel Castro annuncia la propria rinuncia all'incarico di presidente e di capo delle forze armate di Cuba. Gli succede il 24 febbraio il fratello Raúl.
  - Elezioni presidenziali in Armenia: viene eletto Primo Ministro Serž Sargsyan, candidato appoggiato dal non rieleggibile presidente uscente Robert Kocharyan.
- 21 febbraio: centinaia di migliaia di persone manifestano a Belgrado contro l'indipendenza del Kosovo. Alcuni facinorosi attaccano e danno fuoco a varie ambasciate, banche e negozi dei Paesi occidentali che hanno riconosciuto l'indipendenza dell'ex provincia serba.
- 22 febbraio: diecimila soldati turchi invadono il Kurdistan iracheno, nel nord dell'Iraq, per attaccare i guerriglieri del Partito dei Lavoratori del Kurdistan (PKK).
- 23 febbraio: precipita il Northrop Grumman B-2 Spirit "Spirit of Kansas" ad Andersen durante il decollo.
- 27 febbraio: l'euro raggiunge il cambio record di 1,5 dollari.

### Marzo
- 2 marzo
  - Elezioni presidenziali in Russia: facile vittoria di Dmitrij Anatol'evič Medvedev, candidato sostenuto da Vladimir Putin. L'OSCE in precedenza aveva deciso di non verificare la regolarità delle elezioni, per i numerosi impedimenti posti dal governo.
  - Il governo palestinese sospende ogni contatto ufficiale con Israele dopo i 60 morti provocati dai bombardamenti del giorno precedente sulla striscia di Gaza.
  - Crisi diplomatica in Sud America: l'esercito colombiano penetra in Ecuador per inseguire alcuni rivoluzionari delle FARC, il cui portavoce Raúl Reyes muore negli scontri. Il presidente ecuadoriano Rafael Correa e quello venezuelano Hugo Chávez rompono le relazioni diplomatiche con Álvaro Uribe Vélez, chiudono i rispettivi confini e mobilitano l'esercito.
- 4 marzo: La Svezia e i Paesi Bassi riconoscono il Kosovo un paese indipendente dalla Serbia
- 6 marzo: massacro a colpi di mitra in una scuola rabbinica a Gerusalemme: otto morti tra gli studenti, ucciso l'attentatore palestinese. Condanna dell'Autorità Nazionale Palestinese.
- 7 marzo
  - Citando il precedente del Kosovo, la repubblica filorussa dell'Abcasia chiede all'ONU l'indipendenza dalla Georgia.
  - Ucciso dall'Eta a Mondragón, nei Paesi Baschi, Isaias Carrasco, 42 anni, ex assessore del PSOE.
- 8 marzo
  - Elezioni politiche in Malaysia: per la prima volta dal 1969 il Balisan Nasional (Fronte Nazionale), pur vincendo le elezioni, non ottiene i due terzi dei seggi in Parlamento.
  - Elezioni politiche a Malta: il Partito Nazionalista si riconferma alla guida del paese.
- 9 marzo
  - Elezioni politiche in Spagna: il PSOE di José Luis Rodríguez Zapatero si riconferma primo partito del paese con il 44% dei voti, contro il 40% del PP di Mariano Rajoy. Crollo dei partiti minori.
  - Affermazione socialista in Francia alle elezioni amministrative.
- 13 marzo
  - Iraq: ritrovato il corpo senza vita di monsignor Paulos Faraj Rahho, l'arcivescovo caldeo di Mosul rapito il 29 febbraio.
  - Il prezzo dell'oro raggiunge per la prima volta quota 1 000 dollari all'oncia.
- 14 marzo
  - A Lhasa, in Tibet, l'esercito cinese reprime nel sangue una manifestazione di monaci buddhisti tibetani, che manifestavano nel giorno del 49º anniversario dell'occupazione militare cinese del Tibet.
  - Elezioni legislative in Iran, vinte dai conservatori. Contestazioni dall'opposizione, perché quasi il 90% dei loro candidati era stato escluso dalla corsa elettorale.
- 15 marzo: in centomila sfilano a Bari contro le mafie in una manifestazione organizzata da Libera.
- 22 marzo: elezioni presidenziali a Taiwan: vince l'esponente del Kuomintang Ma Ying-jeou. Contemporaneamente, i referendum che proponevano la richiesta di adesione all'ONU della nazione non raggiungono il quorum.
- 24 marzo: Per la prima volta nella storia del Paese, si tengono le elezioni generali in Bhutan.
- 25 marzo
  - Yousaf Raza Gillani, vicepresidente del Partito Popolare Pakistano, viene eletto Primo ministro del Pakistan.
  - Truppe delle Comore e dell'Unione africana invadono l'isola di Anjouan, che dal 1997 si era staccata dalle Comore.
- 29 marzo – elezioni presidenziali e politiche in Zimbabwe: in Parlamento, il partito del presidente uscente Robert Mugabe perde la maggioranza, a vantaggio del partito del leader dell'opposizione Morgan Tsvangirai. Analogo risultato è atteso per le presidenziali, che però non è stato ancora pubblicato.

### Aprile
- 2-4 aprile – a Bucarest si tiene il 20º vertice della NATO. Durante l'incontro, Croazia e Albania sono state invitate ad entrare nell'alleanza; l'invito non è stato esteso alla Repubblica di Macedonia, per le proteste della Grecia concernenti il nome dello Stato. Le richieste di ingresso di Ucraina e Georgia sono state rimandate a dicembre 2008.
- 3 aprile – l'ex Primo ministro del Kosovo, Ramush Haradinaj, accusato dal Tribunale Penale Internazionale per l'ex-Jugoslavia per gravi crimini di guerra nei confronti di serbi, è stato assolto. Numerosi testimoni a suo sfavore sono stati uccisi o sono morti in circostanze misteriose durante il processo.
- 4 aprile – al largo della Somalia pirati sequestrano il "Ponant", grande tre alberi da crociera francese con 30 persone a bordo.
- 5 aprile – grandi proteste a favore del Tibet e contro il governo cinese al passaggio della torcia olimpica a Londra.
- 6 aprile:
  - Elezioni presidenziali in Montenegro, le prime dopo l'indipendenza dello Stato: viene riconfermato nella carica il presidente uscente Filip Vujanović.
  - Anche a Parigi estese proteste di attivisti per i diritti umani al passaggio della torcia olimpica, che viene spenta quattro volte.
- 8 aprile – a causa dell'impennata del prezzo del pane, in Egitto scoppiano rivolte, che provocano alcuni morti. Analoghe rivolte si sono avute in diversi paesi del mondo nell'arco del 2008.
- 9 aprile – elezioni politiche in Corea del Sud, vinte dai conservatori del Partito Nazionale.
- 10 aprile – in Nepal si tengono le elezioni per l'Assemblea costituente, che deve guidare il paese nel passaggio dalla monarchia alla repubblica federale: vincono gli ex ribelli del Partito Comunista Maoista Nepalese, che ottengono una larga maggioranza.
- 13-14 aprile – elezioni politiche in Italia, che vedono la vittoria alla Camera e al Senato della coalizione di centro-destra guidata da Silvio Berlusconi.
- 15 aprile – 70 morti in Iraq per diversi attentati suicidi, il più grave dei quali ha provocato 45 vittime a Ba'quba.
- 16 aprile – 12 civili uccisi in un bombardamento di missili israeliani su Gaza. Tra essi Fadil Shana, cameraman dell'agenzia di stampa britannica Reuters.
- 20 aprile:
  - Visita a Ground zero di Papa Benedetto XVI
  - Elezioni generali in Paraguay: l'ex vescovo Fernando Lugo diventa il nuovo presidente, scalzando dal potere dopo 61 anni ininterrotti il Partido Colorado.
- 23 aprile – Amsterdam è Capitale mondiale del libro per un anno.
- 24 aprile – esce Ubuntu 8.04 LTS, il secondo rilascio LTS (Long Term of Support) con un supporto esteso a 3 anni per la versione desktop e 5 per la versione server per aggiornamenti di sicurezza e di bug importanti.

### Maggio
- 1º maggio – elezioni amministrative nel Regno Unito: crollo del partito laburista, scavalcato dai conservatori e dai liberal-democratici. A Londra, il conservatore Boris Johnson succede al laburista Ken Livingstone nella carica di sindaco.
- 2 maggio – in Birmania il ciclone Nargis provoca più di 100.000 vittime tra morti e dispersi, lasciando più di un milione di persone senzatetto. I villaggi sul delta dell'Irrawaddy sono in larga parte distrutti. Il governo birmano nega l'ingresso agli aiuti umanitari stranieri.
- 9 maggio – si riaccendono gli scontri in Libano. Miliziani di Hezbollah prendono il controllo della parte occidentale della capitale Beirut.
- 11 maggio
  - elezioni parlamentari in Serbia: la lista filoeuropea di Boris Tadić ottiene la maggioranza relativa dei voti, battendo i radicali nazionalisti. Rimane tuttavia incerta la composizione del nuovo governo.
  - In Birmania, nonostante la catastrofe che si è abbattuta sul paese, si tiene un referendum per l'approvazione della nuova costituzione, che conferma al potere la giunta militare.
- 12 maggio – In Sichuan, Cina, un terremoto di magnitudo 8,0 della scala Richter provoca almeno 71.000 tra morti e dispersi.
- 18 maggio – in Sudafrica violenti attacchi xenofobi contro immigrati da altri paesi africani provocano 12 morti.
- 21 maggio – elezioni legislative in Georgia: il partito del presidente Mikheil Saak'ashvili vince le elezioni ottenendo il 59% dei voti.
- 23 maggio – a Brasilia viene fondata l'UNASUR (Unione delle Nazioni Sudamericane), organismo sovranazionale che prende il posto di Comunità andina e Mercosur.
- 24 maggio – la Russia vince l'Eurovision Song Contest, ospitato a Belgrado, Serbia.
- 25 maggio – dopo ben 19 rinvii, dovuti ad uno stallo politico che ha paralizzato il paese, il generale maronita Michel Suleiman viene eletto presidente del Libano. La carica era vacante dal 25 novembre 2007.
- 28 maggio – l'Assemblea costituente Nepalese proclama la fine della monarchia e la nascita della Repubblica Federale Democratica del Nepal. Ne diventa il primo presidente provvisorio il primo ministro Girija Prasad Koirala.
- 30 maggio – a Dublino 111 nazioni approvano la Convenzione internazionale sulle bombe a grappolo il cui obiettivo è impedire l'uso di tali armamenti. La firma del trattato avviene il 3 dicembre a Oslo.

### Giugno
- 1º giugno
  - Elezioni parlamentari in Macedonia: la coalizione VMRO-DPMNE guidata dal primo ministro Nikola Gruevski ottiene la maggioranza dei voti. Il voto è stato viziato da scontri e violenze nelle regioni a maggioranza albanese del paese.
  - In Svizzera viene bocciato un referendum che inaspriva le norme per poter ottenere la cittadinanza.
  - Alberto Contador vince il Giro d'Italia. Contador è il primo ciclista non italiano a vincere la Corsa rosa dopo 12 anni.
- 3 giugno: grazie ai risultati delle ultime primarie, Barack Obama diventa lo sfidante democratico per le elezioni presidenziali statunitensi che si terranno a novembre.
- 4 giugno: si verifica un incidente alla centrale nucleare slovena di Krško senza emissioni radioattive.
- 11 giugno – Oslo: il parlamento norvegese approva a larga maggioranza una legge che rende legale il matrimonio tra persone dello stesso sesso.
- 12 giugno: in Irlanda, vittoria del "no" nel referendum per la ratifica del Trattato di Lisbona.
- 22 giugno
  - Nello Zimbabwe, a causa delle continue violenze verso i sostenitori del suo partito, Morgan Tsvangirai si ritira dal ballottaggio per le presidenziali. L'ONU invita al rinvio del voto.
  - Il tifone Fengshen colpisce le Filippine, causando centinaia di morti e dispersi.
- 23 giugno: viene trovata acqua su Marte.[3]

### Luglio
- 1º luglio: la Francia assume la presidenza di turno dell'Unione europea.
- 2 luglio: dopo più di 6 anni di prigionia viene liberata la giornalista e politica francocolombiana Íngrid Betancourt sequestrata in Colombia nel 2002 dai ribelli della FARC.
- 7 luglio – 9 luglio: a Tōyako (isola di Hokkaidō, Giappone) si tiene il 34º vertice del G8.
- 11 luglio: in 22 paesi viene lanciato l'IPhone.
- l'Unione Astronomica Internazionale classifica Makemake come il quarto pianeta nano del Sistema Solare.
- 15 luglio – 20 luglio: a Sydney si tiene la XXIII Giornata mondiale della gioventù.
- 21 luglio: Radovan Karadžić, incriminato per crimini di guerra e genocidio durante le guerre jugoslave, viene arrestato a Belgrado dopo ben 12 anni di latitanza.

### Agosto
- 1º agosto: con un ritardo di due anni dovuto alla rivolta avvenuta nel 2006, George Tupou V viene incoronato re di Tonga.
- 6 agosto: in Mauritania il presidente Sidi Mohamed Ould Cheikh Abdallahi viene destituito con un colpo di Stato organizzato da un gruppo di alti comandanti da lui destituiti alcuni giorni prima.
- 8 agosto – Ossezia del Sud: con l'occupazione dell'Ossezia del Sud da parte della Georgia e con la seguente reazione della Russia ha inizio la Seconda guerra in Ossezia del Sud.
- 18 agosto: il presidente pakistano Pervez Musharraf rassegna le dimissioni. Gli succede il 9 settembre Asif Ali Zardari.
- 19 agosto: in Afghanistan un attacco dei Talebani contro i soldati francesi provoca 10 morti e 21 feriti.
- 20 agosto: un aereo della SpanAir prende fuoco durante il decollo dall'aeroporto Barajas di Madrid: 153 morti e 19 feriti.
- 25 agosto: un aereo della Iran Aseman Airlines precipita poco dopo il decollo dall'Aeroporto di Biškek-Manas (Kirghizistan), provocando 68 morti.
- 26 agosto: la Russia riconosce unilateralmente l'indipendenza di Abcasia e Ossezia del Sud dalla Georgia.

### Settembre
- 2 settembre: il premier giapponese Yasuo Fukuda rassegna le proprie dimissioni dal governo, a meno di un anno dall'inizio del proprio incarico.
- 10 settembre: l'acceleratore Large Hadron Collider del CERN viene attivato a Ginevra.
- 15 settembre
  - Il fallimento della banca Lehman Brothers provoca un'ondata di ribassi fra gli indici delle borse di tutto il mondo.
  - In Zimbabwe, in seguito ad accordi con il Presidente Robert Mugabe, il leader dell'opposizione Morgan Tsvangirai viene nominato Primo Ministro.
- 17 settembre: l'Unione Astronomica Internazionale classifica Haumea come il quinto pianeta nano del Sistema Solare.
- 18 settembre: a Castel Volturno sei immigrati africani e un italiano vengono trucidati per mano della camorra. L'episodio causa una rivolta di immigrati nel paese.
- 20 settembre: un attentato suicida ad Islamabad distrugge l'Hotel Marriott, provocando 60 morti e più di 200 feriti.
- 23 settembre – Varese: Adriano Malori diventa campione del mondo di ciclismo, nella cronometro maschile under 23.
- 25 settembre: la Cina invia nello spazio Shenzhou VII, prima missione a prevedere una passeggiata nello spazio.
- 26 settembre: fallimento della banca statunitense Washington Mutual
- 27 settembre: l'astronauta cinese Zhai Zhi Gang, effettua la prima passeggiata spaziale di 15 minuti, nella storia dell'astronautica cinese, le sue parole sono state: "..Saluto i cinesi e la gente di tutto il mondo."
- 28 settembre – MotoGP: Valentino Rossi vince per l'ottava volta il mondiale di motociclismo (la sesta nella classe regina), aggiudicandosi la vittoria del Gran Premio del Giappone davanti a Casey Stoner e Daniel Pedrosa.

### Ottobre
- 6 ottobre: la crisi delle borse fa bruciare 450 miliardi di euro con perdite delle borse europee che vanno da -7% a -9%.
- 7 ottobre: viene identificato per la prima volta un meteorite 8TA9D69 che si sgretolerà nei cieli del Sudan.
- 26 ottobre: si riaccende nella Repubblica Democratica del Congo il Conflitto del Kivu.
- 30 ottobre: la Sardegna diventa la prima regione in Europa a ricevere solamente il segnale del digitale terrestre, effettuando così la prima interruzione del segnale analogico in Italia.

### Novembre
- 4 novembre: elezioni presidenziali negli Stati Uniti: il senatore Barack Obama è eletto 44º Presidente degli Stati Uniti d'America, il primo afroamericano nella storia a ricoprire questa carica.
- 9 novembre: inizia una feroce guerra a Goma, nella Repubblica Democratica del Congo.
- 12 novembre: vengono fotografati per la prima volta dei pianeti esterni al Sistema Solare, ovvero i cosiddetti pianeti extrasolari.
- 15 novembre: riunione del G20 a Washington per tentare di arginare la crisi economica mondiale.
- 26 novembre: una serie di attacchi terroristici nel centro di Mumbai, in India ad'opera dei Mujaheddin del Deccan, provocano più di 200 morti e 327 feriti.
- 27 novembre: durante un volo di prova, un Airbus A320 della XL Airways Germany si schianta in mare vicino alla città francese di Canet-en-Roussillon, uccidendo 7 persone.
- 30 novembre
  - Terribili scontri religiosi in Nigeria, 380 morti tra Cristiani e Musulmani.
  - Svizzera: viene respinta dai cittadini la proposta referendaria per la depenalizzazione della canapa come droga.
  - Elezioni in Romania per il rinnovo dei due rami del parlamento. Risultato uscito quasi in pareggio tra il PSD e il PDL che poi si alleeranno per governare. Un po' di più distante il PNL.

### Dicembre
- 2 dicembre: dopo le occupazioni, la Corte costituzionale di Thailandia scioglie la maggioranza ed interdice il premier per cinque anni dalla vita politica causa brogli elettorali nel 2007.
- 4 dicembre: inizia in Zimbabwe un'epidemia di colera che farà quasi 1.200 vittime.
- 5 dicembre: muore Alessio II, 16º Patriarca di Mosca e di Tutte le Russie.
- 6 dicembre – Atene: causa un diverbio tra un gruppo di giovani e una squadra della polizia, viene ucciso da parte delle forze dell'ordine un ragazzo di 15 anni. Il fatto dà il via a un'escalation di proteste studentesche, che si estendono in molte città greche.
- 10 dicembre: Ueli Maurer viene eletto consigliere federale svizzero al posto di Samuel Schmid.
- 12 dicembre: la Svizzera entra nello spazio Schengen come 25º Paese membro.
- 23 dicembre: colpo di Stato dell'esercito in Guinea
- 27 dicembre: hanno inizio raid d'Israele nella Striscia di Gaza, terminata la tregua con Hamas, che uccideranno più di 390 persone, di cui un quarto civili secondo le Nazioni Unite. Israele rifiuterà la proposta di cessate il fuoco dell'Ue, mentre Hamas, di cui verrà ucciso il leader, si dichiarerà disponibile a una nuova tregua.

## Sport
- 20 gennaio – 2 febbraio: si disputa in Ghana la XXVI edizione della Coppa delle nazioni africane 2008. In finale, l'Egitto batte il Camerun 1-0, vincendo il titolo per la sesta volta (la seconda consecutiva).
- 2 febbraio – 15 marzo: Sei Nazioni 2008 di rugby. Vince il Galles.
- 3 febbraio: i New York Giants si aggiudicano il XLII Super Bowl, vincendo 17-14 contro i favoriti New England Patriots.
- 13 marzo – 24 marzo: si disputano a Eindhoven i campionati europei di nuoto 2008. La Russia si aggiudica il medagliere conquistando 25 medaglie (12 oro, 7 argento, 6 bronzo). L'Italia si classifica al secondo posto con 21 medaglie (5 oro, 7 argento e 9 bronzo).
- 16 marzo: inizia il mondiale di Formula Uno 2008.
- 30 marzo :
  - Finale della CEV Champions League maschile a Łódź: lo Zenit-Kazan batte 3-2 il Piacenza.
  - Al Citrus Bowl di Orlando, in Florida, ha luogo la 24ª edizione di WrestleMania: nel main event The Undertaker sconfigge Edge, conquistando il World Heavyweight Championship.
- 3 aprile: Tom Sietas batte il record mondiale di apnea statica con il tempo di 16 minuti e 4 secondi.
- 3 aprile – 6 aprile: si disputano a Clermont-Ferrand, in Francia, i campionati europei di ginnastica artistica femminile 2008.
- 6 aprile: finale della CEV Champions League femminile a Murcia: la Sirio Perugia batte 3-1 le russe dello Zareč'e Odincovo.
- 18 aprile – 19 aprile: Pechino, Campionato mondiale di scherma 2008. L'Italia vince la gara di fioretto maschile a squadre, ed arriva sesta nella spada femminile a squadre, vinta dalla Francia (le altre gare non si disputano per la contemporaneità con la XXIX Olimpiade).
- 30 aprile: nella finale della CONCACAF Champions' Cup 2008, i messicani del Club de Fútbol Pachuca vincono il loro terzo titolo, battendo 2-1 i costaricani del Club Deportivo Saprissa.
- 4 maggio – finale di Eurolega di basket a Madrid: il CSKA Mosca si aggiudica il torneo, battendo 91-77 il Maccabi Tel Aviv. Terzo posto per la Montepaschi Siena.
- 10 maggio – 1º giugno: 91ª edizione del Giro d'Italia partita da Palermo e conclusa a Milano (come prassi) è vinta dallo spagnolo Alberto Contador davanti a Riccardo Riccò e Marzio Bruseghin.
- 11 maggio: nella finale di ritorno della OFC Champions League 2008, i neozelandesi del Waitakere United si aggiudicano per la seconda volta consecutiva il titolo, battendo 5-0 il Kossa Football Club.
- 14 maggio: finale della 50ª edizione della Coppa UEFA al City of Manchester Stadium di Manchester: lo Zenit San Pietroburgo batte 2-0 i Glasgow Rangers, aggiudicandosi il trofeo per la prima volta.
- 18 maggio: la Russia vince il Campionato mondiale di hockey su ghiaccio maschile 2008, battendo in finale 5-4 il Canada.
- 21 maggio: finale tutta inglese della 53ª edizione della Champions League allo Stadio Luzhniki di Mosca: il Manchester Utd vince per la terza volta il trofeo, imponendosi 6-5 ai rigori (1-1 al termine dei supplementari) contro il Chelsea.
- 25 maggio: il neozelandese Scott Dixon vince la 500 Miglia di Indianapolis. Al secondo posto lo statunitense Marco Andretti, terzo il brasiliano Vítor Meira.
- 28 maggio: Giovanni Soldini vince per la seconda volta la The Artmis Transat da Plymouth a Boston in solitario, coprendo le quasi 3.000 miglia previste in 16 giorni, 22 ore, 11 minuti e 27 secondi.
- 4 giugno: i Detroit Red Wings vincono la Stanley Cup per l'undicesima volta, battendo in finale i Pittsburgh Penguins.
- 5 giugno – 7 giugno: a Torino europei di ginnastica ritmica
- 7 giugno – 29 giugno: in Svizzera ed Austria si svolge il Campionato europeo di calcio, vinto dalla Spagna.
- 14 e 15 giugno: l'Audi R10 TDI guidata da Tom Kristensen, Rinaldo Capello e Allan McNish vince la 24 Ore di Le Mans.
- 17 giugno: i Boston Celtics vincono il loro diciassettesimo titolo NBA battendo i Los Angeles Lakers in gara 6 con il risultato di 131-92.
- 2 luglio: finale di ritorno della Coppa Libertadores 2008: La Liga Deportiva Universitaria de Quito batte ai calci di rigore la Fluminense per 3-1 (dts 1-3). All'andata la partita finì 4-2 in favore dell'LDU Quito.
- 5 luglio: inizia il 95º Tour de France: partenza da Brest e arrivo classico sull'Avenue des Champs-Élysées a Parigi. È vinto dallo spagnolo Carlos Sastre. Secondo Cadel Evans, terzo Bernhard Kohl.
- 5 luglio: Rafael Nadal batte Roger Federer (campione in carica da cinque anni) a Wimbledon, in una finale epica (6-4,6-4,6-7,6-7,9-7) (4 ore e 48 minuti per la finale più lunga di sempre).
- 27 luglio: lo Sporting Braga vince l'ultima edizione della Coppa Intertoto.
- 8 agosto – 24 agosto: Pechino ospita la XXIX Olimpiade estiva.
- 29 agosto: lo Zenit detentore della Coppa UEFA batte il Manchester United detentore della Champions League per 2-1 nella Supercoppa Europea, e con questa vittoria si aggiudica il trofeo.
- 6 settembre – 17 settembre: Pechino ospita le Paralimpiadi estive 2008.
- 22 settembre – 28 settembre: a Varese si svolgono i campionati del mondo di ciclismo su strada.
- 28 settembre – Valentino Rossi su Yamaha vince il GP del Giappone e si laurea Campione del Mondo per l'ottava volta in carriera.
- 5 ottobre: il pilota australiano Troy Bayliss vince il Campionato Superbike 2008, ottenendo il terzo titolo mondiale nella sua ultima stagione da pilota. Ducati ottiene il suo quindicesimo titolo costruttori in Superbike.
- 25 ottobre – 23 novembre: a distanza di otto anni dall'ultima edizione, si svolge in Australia la Coppa del Mondo di rugby a 13. A vincere il titolo è stata la Nuova Zelanda, che per la prima volta si aggiudica il trofeo.
- 2 novembre: dopo un entusiasmante GP del Brasile, Lewis Hamilton, giungendo quinto, si aggiudica il suo primo titolo iridato con 98 punti ad una sola lunghezza da Felipe Massa.
- 2 dicembre: la 53ª edizione del pallone d'oro è stata assegnata al portoghese Cristiano Ronaldo del Manchester United che ha totalizzato 446 punti.
- 21 dicembre: Il Manchester Utd si aggiudica la Coppa del mondo per club FIFA battendo LDU per 1 a 0
- 31 dicembre: l'HC Dinamo Mosca vince la Coppa Spengler a Davos.

## Scienza e tecnologia
- 15 gennaio: nella conferenza tenutasi a San Francisco la Apple presenta il MacBook Air, il più sottile computer portatile al mondo.
- 29 gennaio: un asteroide di 250 m di diametro passa poco distante dalla Terra.[senza fonte]
- 19 febbraio: Toshiba annuncia la fine della produzione di lettori e dischi HD DVD. In questo modo il Blu-ray Disc diventa lo standard de facto per i dischi ad alta definizione.
- 20 febbraio: un missile lanciato dalla United States Navy colpisce e distrugge un proprio satellite spia orbitante a 250 km di altitudine, che era andato fuori orbita e rischiava di cadere sulla Terra. Nel satellite si trovava un serbatoio di idrazina.
- 1º marzo: termina ufficialmente il progetto Netscape. AOL, la società che ne detiene i diritti, non rilascerà più aggiornamenti di sicurezza o nuove versioni.
- 23 aprile: a Bologna viene eseguito il primo trapianto di spalla al mondo.
- 25 maggio: la sonda Phoenix Mars Lander, lanciata dalla NASA il 4 agosto 2007, atterra su Marte.
- 17 giugno – Download Day: alle 19:00 (ora italiana) Mozilla Foundation rilascia Firefox 3.0. Nelle successive 24 ore il programma viene scaricato 8.249.092 volte.
- 24 giugno: secondo un articolo pubblicato da National Geographic, si prevede che nell'estate 2008, per la prima volta, il Polo Nord geografico sarà privo di ghiaccio.[4][e poi com'è andata?]
- 14 luglio: l'asteroide binario 2008 BT18 di circa 600 m di diametro è transitato a 2 milioni di chilometri (5,9 distanze lunari) dalla Terra.
- 1º agosto: eclissi solare visibile in Siberia, Mongolia e Cina nelle città di Barnaul, Novosibirsk, Wuwei, Zhangye.
- 28 dicembre: l'ultimo produttore di cassette VHS annuncia la fine della produzione; il VHS va quindi in pensione dopo 33 anni di vita.[senza fonte]

## Nati

### Gennaio
- 3 gennaio - Raegan Revord, attrice statunitense
- 4 gennaio - Rayssa Leal, skater brasiliana
- 8 gennaio - Marion Droz Vincent, combinatista nordica francese
- 8 gennaio - Quincy Wilson, velocista statunitense
- 24 gennaio - Ibrahim Mbaye, calciatore francese
- 25 gennaio - Makpal Kalmurzayeva, nuotatrice artistica kazaka
- 28 gennaio - Ameerah Wardatul Bolkiah, principessa bruneiana
- 28 gennaio - Ivanna Burba, nuotatrice artistica ucraina
- 29 gennaio - Giuseppe Pirozzi, attore italiano
- 30 gennaio - Sara Ciocca, attrice e doppiatrice italiana
- 30 gennaio - Nao Shirahase, nuotatrice artistica giapponese

### Febbraio
- 1º febbraio - Amelie Blumenthal Haz, nuotatrice artistica tedesca
- 2 febbraio - Nacho Antonetti, calciatore portoricano
- 12 febbraio - Ozan Demirbağ, calciatore turco
- 14 febbraio - Estella Karamanidou, nuotatrice artistica greca
- 17 febbraio - Lilli Tagger, tennista austriaca
- 23 febbraio - Honest Ahanor, calciatore italiano
- 25 febbraio - Alexandra Lerman, nuotatrice artistica israeliana
- 27 febbraio - Haine Eames, calciatore australiano
- 29 febbraio - Jorthy Mokio, calciatore belga
- 29 febbraio - Lou Thuillier, nuotatrice artistica francese

### Marzo
- 10 marzo - Francesco Camarda, calciatore italiano
- 10 marzo - Laura Samson, tennista ceca
- 12 marzo - Tyra Caterina Grant, tennista italiana
- 13 marzo - Rudy Matondo, calciatore francese
- 14 marzo - Abby Ryder Fortson, attrice statunitense
- 15 marzo - Marto Bojčev, calciatore bulgaro
- 17 marzo - Elizaveta Brener, nuotatrice artistica russa
- 19 marzo - Máximo Quiles, pilota motociclistico spagnolo
- 19 marzo - Shin Ji-a, pattinatrice artistica su ghiaccio sudcoreana
- 23 marzo - Zé Lucas, calciatore brasiliano
- 24 marzo - Julian Hall, calciatore statunitense
- 28 marzo - Nicolás Azambuja, calciatore uruguaiano
- 28 marzo - Gustav De Waele, attore belga
- 28 marzo - Kenaz Kaniwete, velocista kiribatese

### Aprile
- 4 aprile - Hinano Kusaki, skater giapponese
- 16 aprile - Eleonora del Belgio, principessa belga
- 17 aprile - Alisa Kulyk, nuotatrice artistica ucraina
- 22 aprile - Duru Kanberoğlu, nuotatrice artistica turca
- 22 aprile - Zhou Liran, scacchista statunitense

### Maggio
- 2 maggio - Aldiyar Ramazanov, nuotatore artistico kazako
- 8 maggio - Muye Guo, sincronetto cinese
- 23 maggio - Leya Kırşan, attrice turca
- 26 maggio - Olena Verbinska, nuotatrice artistica canadese

### Giugno
- 4 giugno - Hezly Rivera, ginnasta statunitense
- 7 giugno - Amara Diouf, calciatore senegalese
- 10 giugno - Helena Zengel, attrice tedesca
- 15 giugno - Oliver Martin, snowboarder statunitense

### Luglio
- 3 luglio - Albina Omirserikova, nuotatrice artistica kazaka
- 7 luglio - Sky Brown, skater e surfista britannica
- 13 luglio - Giulia Lusini, velista italiana
- 15 luglio - Iain Armitage, attore statunitense
- 31 luglio - Michael Noonan, calciatore irlandese

### Agosto
- 7 agosto - Anastasiya Dmytriv, nuotatrice spagnola
- 12 agosto - Dastan Satpaev, calciatore kazako
- 19 agosto - Oleksandra Gorec'ka, nuotatrice artistica ucraina
- 26 agosto - Kokona Hiraki, skater giapponese
- 26 agosto - Daria Prynko, nuotatrice artistica ucraina
- 27 agosto - Barbora Kalvodová, nuotatrice artistica ceca
- 27 agosto - Marie Moen Preus, calciatrice norvegese
- 30 agosto - Djylian N'Guessan, calciatore francese

### Settembre
- 12 settembre - Elena Šabanova, nuotatrice artistica russa
- 18 settembre - Jackson Robert Scott, attore statunitense

### Ottobre
- 9 ottobre - Mariya Hrynishyna, nuotatrice artistica ucraina
- 9 ottobre - Uliana Hrynishyna, nuotatrice artistica ucraina
- 14 ottobre - Gilberto Mora, calciatore messicano
- 16 ottobre - Heta Hirvonen, combinatista nordica e saltatrice con gli sci finlandese
- 17 ottobre - Vivien Jackl, nuotatrice ungherese
- 26 ottobre - Karolína Jetmarová, nuotatrice artistica ceca
- 30 ottobre - Anna-Marija Fomičeva, nuotatrice artistica russa
- 30 ottobre - Mao Shimada, pattinatrice artistica su ghiaccio giapponese
- 31 ottobre - Esmanur Yirmibeş, nuotatrice artistica turca

### Novembre
- 3 novembre - Choi Gaon, snowboarder sudcoreana
- 11 novembre - Aleksandra Klenina, nuotatrice artistica russa
- 19 novembre - Naia Laso, skater spagnola

### Dicembre
- 7 dicembre - Summer Fontana, attrice statunitense
- 22 dicembre - Héctor Elizondo, calciatore spagnolo
- 29 dicembre - Chen Yujie, velocista cinese
- 29 dicembre - Ayda Salepcioğlu, nuotatrice artistica turca

### Senza giorno specificato
- Tina Erzar, saltatrice con gli sci slovena
- Logan Grosdidier, sciatrice alpina statunitense
- Luke Harrold, sciatore freestyle neozelandese
- William Hällqvist, sciatore alpino svedese
- Tia Malovrh, combinatista nordica slovena

## Morti
Ci sono circa 1 760 voci su persone morte nel 2008; vedi la pagina Morti nel 2008 per un elenco descrittivo o la categoria Morti nel 2008 per un indice alfabetico.

## Calendario
| Calendario 2008 | Calendario 2008 | Calendario 2008 | Calendario 2008 | Calendario 2008 | Calendario 2008 | Calendario 2008 | Calendario 2008 | Calendario 2008 | Calendario 2008 | Calendario 2008 | Calendario 2008 | Calendario 2008 | Calendario 2008 | Calendario 2008 | Calendario 2008 | Calendario 2008 | Calendario 2008 | Calendario 2008 | Calendario 2008 | Calendario 2008 | Calendario 2008 | Calendario 2008 | Calendario 2008 | Calendario 2008 | Calendario 2008 | Calendario 2008 | Calendario 2008 | Calendario 2008 | Calendario 2008 | Calendario 2008 | Calendario 2008 | Calendario 2008 |
| --------------- | --------------- | --------------- | --------------- | --------------- | --------------- | --------------- | --------------- | --------------- | --------------- | --------------- | --------------- | --------------- | --------------- | --------------- | --------------- | --------------- | --------------- | --------------- | --------------- | --------------- | --------------- | --------------- | --------------- | --------------- | --------------- | --------------- | --------------- | --------------- | --------------- | --------------- | --------------- | --------------- |
|                 | 1               | 2               | 3               | 4               | 5               | 6               | 7               | 8               | 9               | 10              | 11              | 12              | 13              | 14              | 15              | 16              | 17              | 18              | 19              | 20              | 21              | 22              | 23              | 24              | 25              | 26              | 27              | 28              | 29              | 30              | 31              |                 |
| Gennaio         | Ma              | Me              | Gi              | Ve              | Sa              | Do              | Lu              | Ma              | Me              | Gi              | Ve              | Sa              | Do              | Lu              | Ma              | Me              | Gi              | Ve              | Sa              | Do              | Lu              | Ma              | Me              | Gi              | Ve              | Sa              | Do              | Lu              | Ma              | Me              | Gi              |                 |
| Febbraio        | Ve              | Sa              | Do              | Lu              | Ma              | Me              | Gi              | Ve              | Sa              | Do              | Lu              | Ma              | Me              | Gi              | Ve              | Sa              | Do              | Lu              | Ma              | Me              | Gi              | Ve              | Sa              | Do              | Lu              | Ma              | Me              | Gi              | Ve              |                 |                 |                 |
| Marzo           | Sa              | Do              | Lu              | Ma              | Me              | Gi              | Ve              | Sa              | Do              | Lu              | Ma              | Me              | Gi              | Ve              | Sa              | Do              | Lu              | Ma              | Me              | Gi              | Ve              | Sa              | Do              | Lu              | Ma              | Me              | Gi              | Ve              | Sa              | Do              | Lu              |                 |
| Aprile          | Ma              | Me              | Gi              | Ve              | Sa              | Do              | Lu              | Ma              | Me              | Gi              | Ve              | Sa              | Do              | Lu              | Ma              | Me              | Gi              | Ve              | Sa              | Do              | Lu              | Ma              | Me              | Gi              | Ve              | Sa              | Do              | Lu              | Ma              | Me              |                 |                 |
| Maggio          | Gi              | Ve              | Sa              | Do              | Lu              | Ma              | Me              | Gi              | Ve              | Sa              | Do              | Lu              | Ma              | Me              | Gi              | Ve              | Sa              | Do              | Lu              | Ma              | Me              | Gi              | Ve              | Sa              | Do              | Lu              | Ma              | Me              | Gi              | Ve              | Sa              |                 |
| Giugno          | Do              | Lu              | Ma              | Me              | Gi              | Ve              | Sa              | Do              | Lu              | Ma              | Me              | Gi              | Ve              | Sa              | Do              | Lu              | Ma              | Me              | Gi              | Ve              | Sa              | Do              | Lu              | Ma              | Me              | Gi              | Ve              | Sa              | Do              | Lu              |                 |                 |
| Luglio          | Ma              | Me              | Gi              | Ve              | Sa              | Do              | Lu              | Ma              | Me              | Gi              | Ve              | Sa              | Do              | Lu              | Ma              | Me              | Gi              | Ve              | Sa              | Do              | Lu              | Ma              | Me              | Gi              | Ve              | Sa              | Do              | Lu              | Ma              | Me              | Gi              |                 |
| Agosto          | Ve              | Sa              | Do              | Lu              | Ma              | Me              | Gi              | Ve              | Sa              | Do              | Lu              | Ma              | Me              | Gi              | Ve              | Sa              | Do              | Lu              | Ma              | Me              | Gi              | Ve              | Sa              | Do              | Lu              | Ma              | Me              | Gi              | Ve              | Sa              | Do              |                 |
| Settembre       | Lu              | Ma              | Me              | Gi              | Ve              | Sa              | Do              | Lu              | Ma              | Me              | Gi              | Ve              | Sa              | Do              | Lu              | Ma              | Me              | Gi              | Ve              | Sa              | Do              | Lu              | Ma              | Me              | Gi              | Ve              | Sa              | Do              | Lu              | Ma              |                 |                 |
| Ottobre         | Me              | Gi              | Ve              | Sa              | Do              | Lu              | Ma              | Me              | Gi              | Ve              | Sa              | Do              | Lu              | Ma              | Me              | Gi              | Ve              | Sa              | Do              | Lu              | Ma              | Me              | Gi              | Ve              | Sa              | Do              | Lu              | Ma              | Me              | Gi              | Ve              |                 |
| Novembre        | Sa              | Do              | Lu              | Ma              | Me              | Gi              | Ve              | Sa              | Do              | Lu              | Ma              | Me              | Gi              | Ve              | Sa              | Do              | Lu              | Ma              | Me              | Gi              | Ve              | Sa              | Do              | Lu              | Ma              | Me              | Gi              | Ve              | Sa              | Do              |                 |                 |
| Dicembre        | Lu              | Ma              | Me              | Gi              | Ve              | Sa              | Do              | Lu              | Ma              | Me              | Gi              | Ve              | Sa              | Do              | Lu              | Ma              | Me              | Gi              | Ve              | Sa              | Do              | Lu              | Ma              | Me              | Gi              | Ve              | Sa              | Do              | Lu              | Ma              | Me              |                 |

## Premi Nobel
In quest'anno sono stati conferiti i seguenti Premi Nobel:
- per la Medicina: Harald zur Hausen, Françoise Barré-Sinoussi e Luc Montagnier
- per la Fisica: Yōichirō Nambu, Makoto Kobayashi e Toshihide Maskawa
- per la Chimica: Osamu Shimomura, Martin Chalfie, Roger Y. Tsien
- per la Letteratura: Jean-Marie Gustave Le Clézio
- per la Pace: Martti Ahtisaari
- per l'Economia: Paul Krugman